# Чистый белый снег
«Чистый белый снег» (англ. Pure white snow) — российский короткометражный художественный фильм 2009 года Евгения Костькина и Яны Скопиной.

## Аннотация
Вечер. Огни. В городе кружится лёгкий снег. В кафе заходит девушка и видит молодого человека. Один взгляд. Другой. Это история о совершенно случайной встрече. Но всё ли происходит случайно?

## В ролях
- Соня Карпунина — девушка
- Юрий Алесин — юноша в кафе
- Алексей Колубков — таксист

## Съёмочная группа
- Евгений Костькин — режиссёр-постановщик, сценарист, оператор-постановщик, композитор
- Яна Скопина — режиссёр-постановщик, сценарист
- Соня Карпунина — соавтор сценария (диалоги)
- Артём Крылов — художник по гриму
- Сергей Новиков — композитор
- Арина Романова — второй режиссёр
- Александр Леонов, Денис Марков — ассистенты оператора

## Дополнительные факты
- По сценарию исполнительницы главной роли фильма Сони Карпуниной снят полнометражный фильм Сергея Соловьёва «Одноклассники» (2010), где Соня также исполняет главную роль.
- Композитор фильма Сергей Новиков, чья скрипичная партия звучит в фильме — это музыкант московской рок-группы =БоБРы=.
- Интерьер для съёмок фильма предоставлен сетью кофеен Coffee Bean.
- Фильм создан при поддержке компании Kodak.

## Цитаты о фильме
- «Nicely shot in photochemical film» — итальянский и американский кинооператор Данте Спинотти о фильме «Чистый белый снег».

## Награды
- 2009 — Диплом фестиваля Арткино
- 2010 — Лучший игровой фильм фестиваля «МЕТРЫ»
- 2010 — Приз зрительских симпатий Кинопикника Seagate
- 2010 — Награда Гильдии Режиссёров России и фестиваля «Кинодебют.ru»